# Transporte de mercadoria pesada
O transporte de mercadoria pesada consiste no manuseamento e deslocação de mercadorias indivisíveis, de grandes dimensões que normalmente são peças únicas com necessidade de adaptação especial do meio transporte de acordo com as características da mercadoria a transportar de modo a evitar danos tanto para a mercadoria como para o meio de transporte (Code of Safe Practice for Cargo Stowage and Securing, 2003, p. 29).   

## Tipos deveículos
Para o transporte de cargas pesadas são utilizados vários tipos de transporte, aéreo, espacial, fluvial, marítimo e terrestre. Para cada meio podem ser utilizados diferentes veículos:
- Aéreo: Avião de carga;

- Espacial: Vaivéns espaciais;

- Fluvial: Navio, Hovercraft;

- Marítimo: Navio, Hovercraft;

- Terrestre: Camião e Comboio;

## Exemplos
- Peças dos Airbus que são fabricadas em vários locais na Europa são posteriormente enviadas para a montagem em Toulouse no A300-600ST Beluga  (Endres, 2001, p. 63),  (Norris, 1999, p. 93).

- Navios adaptados para cargas pesadas com sistema de contrapeso por lastro de água (Wood, 2002, p. 107).